# Víctor Mollejo
Víctor Mollejo Carpintero (Alcázar de San Juan, Ciudad Real, 21 de enero de 2001) es un futbolista español. Juega como centrocampista o delantero en el Burgos Club de Fútbol de la Segunda División de España.
En el año 2019 se proclamó campeón de Europa sub-19.

## Trayectoria
Es originario de La Villa de Don Fadrique, aunque nació en el hospital de Alcázar de San Juan por proximidad. En la temporada 2013-14, con 12 años, se incorporó a la cantera del Atlético de Madrid. Antes, solo había pertenecido al equipo de su pueblo, el C. D. Villa. Con el equipo rojiblanco completó dos temporadas en la categoría infantil, otras dos en categoría cadete, una en categoría juvenil y, en el año 2019, aunque seguía siendo juvenil de segundo año, perteneció a la plantilla del Atlético de Madrid B.
Su temporada 2017-18 con el Juvenil A del Club Atlético de Madrid realizó un triplete nunca antes conseguido en la entidad colchonera. Salieron campeones del grupo V de División de Honor Juvenil, de la Copa de Campeones Juvenil y de la Copa del Rey Juvenil.
Debutó con el primer equipo del Atlético de Madrid durante la pretemporada de la temporada 2017-18 con tan solo 16 años en un partido amistoso ante el C. D. Leganés el 12 de agosto de 2017 en el Estadio Municipal de Butarque, convirtiéndose de esta manera en el primer jugador nacido en el siglo XXI en vestir la camiseta del primer equipo. Además de eso, también es el primer futbolista nacido en el nuevo siglo que marca un gol con el Atlético. Lo hizo durante la pretemporada 2018-19 en un encuentro de la International Champions Cup ante el París Saint-Germain. 
En la temporada 2018-19 debutó con el filial en la Segunda División B y jugó la Liga Juvenil de la UEFA con el equipo sub-19. 
El 19 de enero de 2019, aun con ficha del filial, debutó en el minuto 72 en el Estadio El Alcoraz frente a la S. D. Huesca. Entró por Koke tras marcar el vallecano el 0-3 en su partido 400. Debutaba así con el equipo rojiblanco en partido oficial a unos días de cumplir la mayoría de edad.
Al finalizar la temporada, disputó 6 partidos con el equipo sub-19 anotando 4 goles, 30 con el filial con 6 goles y 4 a las órdenes de Simeone en el primer equipo. Formó parte activa, anotando en la fase final, de la selección española campeona de Europa sub-19 2019.
El 2 de septiembre de 2019 el Real Club Deportivo de La Coruña logró su cesión hasta final de temporada. El curso siguiente fue prestado al Getafe C. F., marchándose a mitad de temporada para jugar en el R. C. D. Mallorca hasta junio. Con el ascenso de categoría del club balear la cesión se prorrogó un año más, aunque finalmente el R. C. D. Mallorca decidió no incorporarlo y el 31 de agosto volvió a salir cedido, esta vez al C. D. Tenerife. Con este equipo estuvo a punto de lograr un nuevo ascenso, pero perdieron en la final del play-off ante el Girona F. C.
El 18 de julio de 2022 fue cedido al Real Zaragoza por una temporada. Jugó 28 partidos de liga en Segunda División, anotando tres goles. El 3 de agosto de 2023 ambos clubes acordaron renovar su cesión por una temporada más. Tras este segundo año volvió al Atlético de Madrid, entidad que abandonó definitivamente el 4 de agosto de 2025 al ser traspasado al Burgos C. F.

## Estadísticas
Actualizado al último partido disputado el 24 de noviembre de 2024.
| Club                                  | Div.          | Temporada     | Liga  | Liga  | Copas nacionales | Copas nacionales | Copas internacionales | Copas internacionales | Total | Total |
| Club                                  | Div.          | Temporada     | Part. | Goles | Part.            | Goles            | Part.                 | Goles                 | Part. | Goles |
| ------------------------------------- | ------------- | ------------- | ----- | ----- | ---------------- | ---------------- | --------------------- | --------------------- | ----- | ----- |
| Atlético de Madrid · España           | 1.ª           | 2018-19       | 4     | 0     | 0                | 0                | 0                     | 0                     | 4     | 0     |
| Atlético de Madrid · España           | Total club    | Total club    | 4     | 0     | 0                | 0                | 0                     | 0                     | 4     | 0     |
| Atlético de Madrid "B" · España       | 2.ª B         | 2018-19       | 30    | 6     | —                | —                | —                     | —                     | 30    | 6     |
| Atlético de Madrid "B" · España       | 2.ª B         | 2019-20       | 1     | 0     | —                | —                | —                     | —                     | 1     | 0     |
| R. C. Deportivo de La Coruña · España | 2.ª           | 2019-20       | 36    | 6     | 2                | 0                | —                     | —                     | 38    | 6     |
| R. C. Deportivo de La Coruña · España | Total club    | Total club    | 36    | 6     | 2                | 0                | 0                     | 0                     | 38    | 6     |
| Getafe C. F. · España                 | 1.ª           | 2020-21       | 4     | 0     | 0                | 0                | —                     | —                     | 4     | 0     |
| Getafe C. F. · España                 | Total club    | Total club    | 4     | 0     | 0                | 0                | 0                     | 0                     | 4     | 0     |
| R. C. D. Mallorca · España            | 2.ª           | 2020-21       | 10    | 2     | —                | —                | —                     | —                     | 10    | 2     |
| R. C. D. Mallorca · España            | Total club    | Total club    | 10    | 2     | 0                | 0                | 0                     | 0                     | 10    | 2     |
| C. D. Tenerife · España               | 2.ª           | 2021-22       | 41    | 3     | 2                | 1                | —                     | —                     | 43    | 4     |
| C. D. Tenerife · España               | Total club    | Total club    | 41    | 3     | 2                | 1                | 0                     | 0                     | 43    | 4     |
| Real Zaragoza · España                | 2.ª           | 2022-23       | 28    | 3     | 1                | 0                | ―                     | ―                     | 29    | 3     |
| Real Zaragoza · España                | 2.ª           | 2023-24       | 31    | 4     | 1                | 0                | ―                     | ―                     | 32    | 4     |
| Real Zaragoza · España                | Total club    | Total club    | 59    | 7     | 2                | 0                | 0                     | 0                     | 61    | 7     |
| Atlético de Madrid "B" · España       | 1.ª F         | 2024-25       | 11    | 3     | —                | —                | —                     | —                     | 11    | 3     |
| Atlético de Madrid "B" · España       | Total club    | Total club    | 42    | 9     | 0                | 0                | 0                     | 0                     | 42    | 9     |
| Burgos C. F. · España                 | 2.ª           | 2025-26       | 0     | 0     | 0                | 0                | —                     | —                     | 0     | 0     |
| Burgos C. F. · España                 | Total club    | Total club    | 0     | 0     | 0                | 0                | 0                     | 0                     | 0     | 0     |
| Total carrera                         | Total carrera | Total carrera | 196   | 27    | 6                | 1                | 0                     | 0                     | 202   | 28    |
| 1.                                    |               |               |       |       |                  |                  |                       |                       |       |       |

## Palmarés

### Títulos internacionales
| Título          | Club (*) | Sede    | Año  |
| --------------- | -------- | ------- | ---- |
| Eurocopa sub-19 | España   | Armenia | 2019 |

(*) Incluyendo la selección.